# Karl Streibel

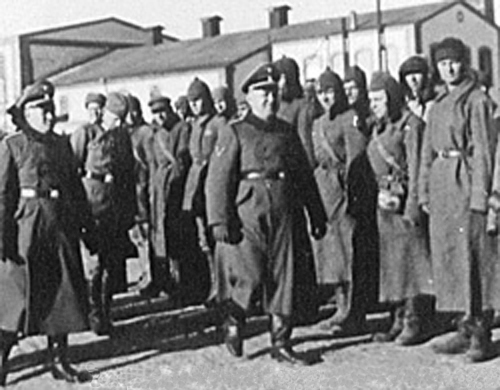
Karl Streibel im Zwangsarbeitslager Trawniki (vor 1945)

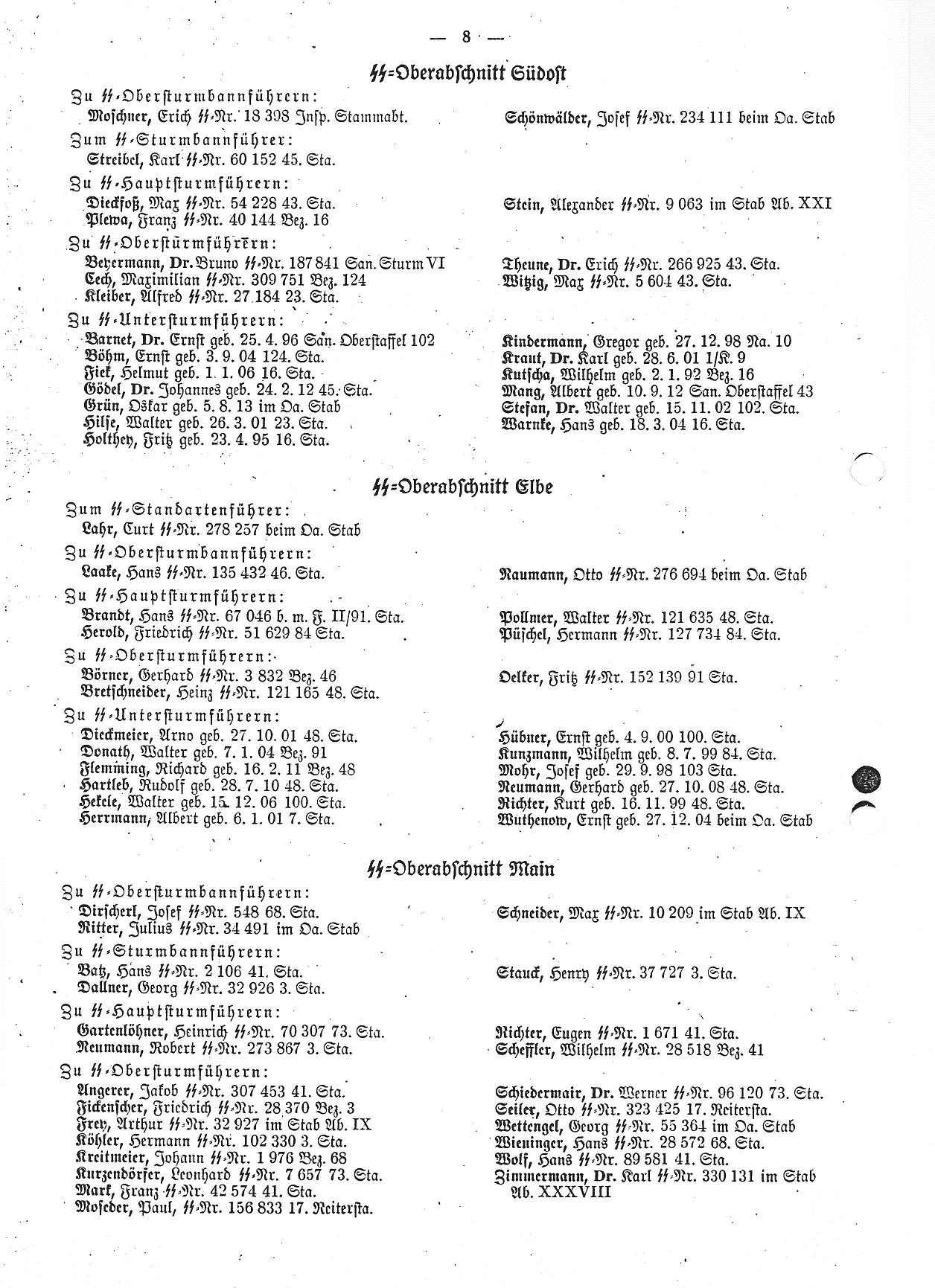
Beförderung zum SS-Sturmbannführer an Hitlers Geburtstag 1942 im SS-Verordnungsblatt

Karl Richard Josef Streibel (* 11. Oktober 1903 in Neustadt in Oberschlesien; † 5. August 1986 in Hamburg) war ein deutscher SS-Sturmbannführer und Lagerkommandant des Zwangsarbeitslagers Trawniki.

## Leben
Karl Streibel wanderte nach der Volksschule 1922 nach Brasilien aus, arbeitete dort als Lebensmittelverkäufer, heiratete die Tochter eines Geschäftsbesitzers und bekam ebendort eine Tochter. 1928 kehrte er mit seiner Familie nach Deutschland zurück und übernahm in seiner Heimatstadt Neustadt in Oberschlesien ein kleines Restaurant, das er im Gefolge der Weltwirtschaftskrise 1932 schließen musste. Im SS-Personalbericht wurde jedoch „Als Gastwirt in Neustadt durch Boykott vollkommen ruiniert“ vermerkt.
Karl Streibel trat 1930 der SA und 1931 der NSDAP (Mitgliedsnummer 554.023) bei. Am 10. Februar 1933 wurde er Mitglied der SS (SS-Nr. 60.152). Er wurde im November 1936 zum SS-Untersturmführer und im November 1937 zum SS-Obersturmführer befördert.
Streibel diente nach Beginn des Zweiten Weltkrieges im Stab von Odilo Globocnik und war mit der Rekrutierung von Volksdeutschen für SS und SD befasst. Ab Januar 1940 war er im deutsch besetzten Polen eingesetzt. Im August 1940 wurde er zum Grenzbau nach Belzec kommandiert. Streibel wurde am 17. Oktober 1941 unter SS-Gruppenführer Odilo Globocnik bei der Aktion Reinhardt als Nachfolger von Hermann Höfle als Lagerkommandant im Zwangsarbeitslager Trawniki eingesetzt und war damit für den Einsatz der Hilfswilligen in den Vernichtungslagern Belzec, Treblinka und Sobibor verantwortlich. Im Januar 1942 schlug Odilo Globocnik ihn für das Kriegsverdienstkreuz II. Klasse mit Schwertern vor, da Streibel in kürzester Zeit – seit Oktober 1941 – schon mehr als 1200 Wachleute ausgebildet habe.
Am 2. Februar 1942 signierte Streibel den Dienstausweis von John Demjanjuk. Streibel stieg 1942 zum SS-Sturmbannführer auf. Im September 1943 berichtete Globocnik, es dienten nunmehr 3700 Trawniki-Männer; binnen sechs Monaten fügte Streibel noch weitere 300 hinzu.
Streibel zeigte sich fürsorglich gegenüber seiner Trawniki-Truppe: Bei Todesfällen ließ er Beerdigungen mit militärischen Ehren abhalten, schrieb den Familien Beileids-Briefe und sorgte für Unterstützungen.
Ab Ende Juli 1944 war Streibel mit seiner Truppe in Abwehrkämpfe gegen die Rote Armee gebunden und zog sich bis zur Weichsel zurück. Nach den schweren Luftangriffen auf Dresden im Februar 1945 befehligte er ein Kommando von Trawnikimännern, das für die Verbrennung der Leichen zuständig war. Im April 1945 floh der Rest der Truppe – etwa 700 Mann stark – nach Böhmen, löste sich auf und jedermann versuchte, unerkannt unterzutauchen.
Nach dem Ende des Zweiten Weltkrieges bestritt er seinen Lebensunterhalt als Kaufmann in Hamburg. Gegen Karl Streibel und fünf weitere Angeklagte wurde vom 5. Dezember 1972 bis zum 3. Juni 1976 am Landgericht Hamburg wegen ihrer Mitarbeit im Zwangsarbeitslager Trawniki verhandelt. Alle Angeklagten wurden mangels ausreichender Beweise freigesprochen.